# Ponometia sutrix
Ponometia sutrix är en fjärilsart som beskrevs av Augustus Radcliffe Grote 1880. Ponometia sutrix ingår i släktet Ponometia och familjen nattflyn. Inga underarter finns listade i Catalogue of Life.